# 희망 (1993년 드라마)
《희망》은 KBS2TV에서 1993년 2월 10일부터 1993년 4월 1일까지 방영된 KBS 2TV 수목 미니시리즈이고 도시 외곽의 낡은 여관 '나성여관'에서 살아가는 사람들의 모습을 통해 우리시대 삶의 풍속도를 담당하면서도 해학적으로 그려냈지만 고문으로 폐인이 되어버린 운동권 선배와 부모 몰래 그를 돌보는 큰아들 진도연(변영훈 분)의 모습이 다소 과장되어 있거나 비현실적 모습으로 그려냈다는 지적이 있었으며 근엄하고 중후한 역할 위주였던 故 이낙훈이 허풍스러운 진영달 역으로 연기 변신을 하기도 했다.

## 등장 인물
- 이낙훈 : 진영달 역
- 나문희 : 김순자 역
- 변영훈 : 진도연 역
- 권오성 : 이정하 역
- 전혜진 : 진수련 역
- 김호진 : 진우연 역
- 이일웅 : 신철호 역
- 신신애 : 뽕짝 아줌마 역
- 최상훈 : 강용우 역
- 배도환
- 윤진호
- 김해권
- 김윤형
- 김혜선
- 장희진
- 최미선
- 김연진
- 김지영
- 신은경 : 민보라 역
- 고경숙
- 윤진영
- 이규준
- 구한승
- 권오균
- 류복녀
- 장영주
- 이청 : 강용우 아내 역
- 윤다훈
- 한현배
- 오기환
- 양재원

## 에피소드 목록
제1화 실세와 허세(전편)

제2화 실세와 허세(후편)
| 한국방송공사 수목 미니시리즈                 | 한국방송공사 수목 미니시리즈            | 한국방송공사 수목 미니시리즈                              |
| 이전 작품                                    | 작품명                                  | 다음 작품                                                 |
| -------------------------------------------- | --------------------------------------- | --------------------------------------------------------- |
| 적색지대 (1992년 11월 25일 ~ 1993년 2월 4일) | 희망 (1993년 2월 10일 ~ 1993년 4월 1일) | 기쁨이면서 슬픔인 채로 (1993년 4월 7일 ~ 1993년 5월 27일) |

1. ↑  박근애 (1993년 3월 26일). “암울했던 시대상황 배경 두 드라마 눈길”. 한겨레신문. 2022년 5월 12일에 확인함.
2. ↑  오광수 (1993년 3월 13일). “방송소재「聖域(성역)」이 무너진다”. 경향신문. 2022년 5월 12일에 확인함.
3. ↑  유인경 (1993년 1월 27일). “KBS2 내달 10일부터”. 경향신문. 2022년 5월 12일에 확인함.